# Угард, Дерик
Дирк Якобус «Дерик» Угард (африк. Dirk Jacobus "Derick" Hougaard, родился 4 января 1983 года в Ситрусдале) — южноафриканский регбист, выступавший на позиции флай-хава.

## Биография

### Игровая карьера
Угард начинал свою карьеру в клубе «Блю Буллз» в Кубке Карри, а также выступал в основном клубе «Буллз» в Супер Регби. В 2002 году вышел в финал Кубка Карри, в котором его команда одержала победу над «Голден Лайонс» со счётом 31:7. Он набрал в финале 26 очков благодаря одной попытке, двум дроп-голам и пяти штрафным и тем самым побил рекорд Наса Боты, поставленный 15 лет тому назад в финале Кубка Карри по числу набранных за финал очков (24 очка). Благодаря этому достижению он получил прозвище «Любимчик Лотфуса» (африк. Liefling van Loftus) по имени стадиона «Лотус Версфилд» в Претории. Каждый раз, когда Угард набирал очки в матче за «Буллз» на «Лофтусе», на стадионе звучала песня Ге Корстена «Liefling».
В возрасте 20 лет Угард дебютировал на чемпионате мира в Австралии: первый матч он провёл против Уругвая 11 октября 2003 года на стадионе «Субиако Овал» в Перте. Матч завершился победой южноафриканцев со счётом 72:6, а Дирк успешно провёл реализацию и набрал первые очки. 18 октября он сыграл против Англии, выйдя на замену, но южноафриканцы уступили со счётом 6:25, хотя перед перерывом была ничья 6:6. В последующих трёх встречах против Грузии, Самоа и Новой Зеландии на чемпионате мира Дирк продолжал играть на позиции флай-хава, набрав в пяти матчах 48 очков. Однако сборная ЮАР покинула турнир на стадии четвертьфинала, а в игре против самоанцев произошёл инцидент, когда Угард, принимая «пас в больницу» от Йоста ван дер Вестёйзена, уже захваченного Стивом Со’оиало, был буквально снесён лидером «Ману Самоа» Брайаном Лимой.
Всего в активе Угарда было 8 игр за сборную ЮАР: в 2007 году он попал в заявку на Кубке трёх наций, а также был вызван на контрольные матчи против Самоа, Австралии и Новой Зеландии перед чемпионатом мира во Франции, сыграв матч 14 июля 2007 года в Крайстчерче против «Олл Блэкс», однако эта игра стала последней для него в майке сборной и на чемпионат мира во Францию он не попал. В том же году в полуфинале Супер 14 против «Крусейдерс» он набрал 27 очков благодаря 8 штрафным и одному дроп-голу — команда одержала победу и в итоге вышла в финал против «Шаркс», который выиграла, а сам Угард сравнялся с Эдрианом Кэшмором из «Блюз» по набранным за полуфинал очкам (в 1998 году Кэшмор также набрал 27 очков). По итогам победного для Угарда сезона в его активе в Супер 14 оказалось 161 очко за 14 встреч.
В 2008 году Угард уехал играть в Англию, став игроком клуба «Лестер Тайгерс», куда ушёл бывший тренер «Блю Буллз» Хейнеке Мейер. Приобретение Угарда стало для «Тайгерс» заменой англичанина Энди Гуда, ушедшего играть во французский «Брив Коррез». Он сыграл свой первый матч в октябре 2008 года против «Бата», а всего отыграл один сезон за «тигров». Далее он выступал за «Сарацин» в 2009—2012 годах: в 2010 году он вышел в финал чемпионата Англии, который «Сарацины» проиграли. Сезон 2010/2011 он начал ударно, но из-за травмы ахиллового сухожилия выбыл на несколько месяцев. В 2013 году ненадолго вернулся в «Блюз» перед полуфиналом Супер Регби.
После Супер Регби 2013 стал тренером бьющих в клубе «Буллз».

### Личная жизнь
Дерик Угард был женат на певице Карлин ван Ярсвельд, в браке у них 19 декабря 2013 года родились сыновья-близнецы Элайя и Дэниель, однако пара вскоре рассталась. Карлин в социальных сетях писала, что её муж страдал от алкоголизма и наркозависимости, постоянно пропадая в реабилитационных центрах и вытрезвителях. Резонанс вызвало сообщение Карлин о пропаже детей, поскольку дети должны были проживать с Карлин по решению суда — позже Дерик опубликовал фото со своими сыновьями, что привело к серьёзном скандалу, поскольку он встретился с ними без разрешения. Второй спутницей жизни Дерика Угарда стала певица Надин, однако и здесь не обошлось без скандалов: 25 марта 2019 года в сети появились фотографии, на которых Угард спал в постели, а на кровати сидела незнакомая светловолосая женщина — позже выяснилось, что она помогала нетрезвому Угарду дойти до кровати.
10 июня 2023 года Дерик был доставлен в больницу с воспалением лёгких: он провёл в коме 13 дней. 4 июля его выписали из больницы.